# تصفيات كأس آسيا 2007

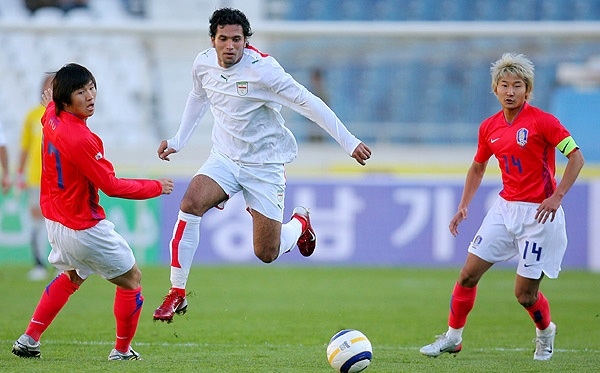

بدأت تصفيات كأس آسيا 2007 في أواخر 2005 وانتهت بلعب مرحلة نهائية بين شهري فبراير ونوفمبر 2006 بمشاركة 25 منتخب.
لم تستفد اليابان حاملة اللقب من بطاقة التأهل المباشرة التي ألغيت لأول مرة وأضطر لخوض التصفيات المؤهلة. إنضم أفضل فريقين من كل مجموعة إلى البلدان الأربعة المستضيفة (إندونيسيا وتايلاند وفيتنام وماليزيا) الذين تأهلوا بشكل مباشر.

## الفرق الغير مشاركة
قرر 16 منتخباً عدم خوض غمار التصفيات (وتم استخدام تصنيف الفيفا لشهر نوفمبر 2005):
| - تركمانستان [116] - المالديف [133] - طاجيكستان [141] - ميانمار [147] - قرغيزستان [157] - لاوس [170] | - نيبال [175] - منغوليا [179] - كمبوديا [188] - أفغانستان [189] - بوتان [190] | - الفلبين [191] - ماكاو [192] - بروناي [199] - غوام [204] - تيمور الشرقية [لم يكن مصنف بعد] |

## الفريق المستبعد
- منعت  كوريا الشمالية [82] من خوض التصفيات بعد ادانتها بإساءة التصرف خلال تصفيات بطولة 2004.

لذا من بين 46 منتخب وطني، لم يشارك سوى 29.

## المرحلة التمهيدية
لعب منتخبا باكستان وبنغلادش في ديسمبر 2005 مرحلة فاصلة من مباراتي ذهاب وإياب (مع استضافة بنغلادش مباراة الذهاب) لتحديد الفريق الذي سيتأهل إلى مرحلة المجموعات. كان من المزمع أن تعقد المرحلة في نوفمبر ولكن بسبب زلزال باكستان توجب تأجيلها.
بعد خروجهما متعادلين سلباً في مباراة الذهاب يوم 22 ديسمبر 2005 على ملعب بانغاباندو الوطني بالعاصمة البنغلادشية داكا، تمكنت بنغلادش من حسم مباراة الإياب بفضل هدف سجله فراج محمود حسين في الدقيقة 84 على الملعب الوطني بمدينة كراتشي الباكستانية للتأهل بنغلادش 1–0 بالنتيجة الإجمالية.
| بنغلاديش | 0–0     | باكستان |
| -------- | ------- | ------- |
|          | (تقرير) |         |

| باكستان | 0–1     | بنغلاديش            |
| ------- | ------- | ------------------- |
|         | (تقرير) | فراج محمود حسين 84' |

تأهلت  باكستان بعد انسحاب  سريلانكا.

## التصنيف
استند التصنيف على نتائج نسخة 2004 بما فيها التصفيات. وتم ترتيب الفرق في المستويات التالية حسب أداءهم. تجدر الملاحظة أن أوزبكستان والأردن وضعوا في مراكز أفضل من كوريا الجنوبية والعراق. والسبب هو كون أوزبكستان والأردن ودعوا البطولة بعد الاحتكام لركلات الجزاء الترجيحية، في حين خرج الفريقين الآخرين في الوقت الأصلي من مباراتيهما. تتقدم أوزبكستان على الأردن لأنها تمكنت من تصدر مجموعتها، بينما حل الأردن ثانياً. تم تطبيق نفس المبدأ على بقية الفرق الموجودة على التصنيف. تم وضع أستراليا المنضمة حديثاً إلى الاتحاد الآسيوي لكرة القدم تحديداً يوم 1 يناير 2006 والتي لم يسبق لها أن شاركت في بطولات سابقة في المستوى الأخير.
| المستوى أ                                              | المستوى ب                                                | المستوى ج                                                               | المستوى د                                                        |
| ------------------------------------------------------ | -------------------------------------------------------- | ----------------------------------------------------------------------- | ---------------------------------------------------------------- |
| اليابان · الصين · إيران · البحرين · أوزبكستان · الأردن | كوريا الجنوبية · العراق · السعودية · الكويت · قطر · عمان | الإمارات العربية المتحدة · سوريا · اليمن · لبنان · سنغافورة · هونغ كونغ | فلسطين · تايبيه الصينية · باكستان* · بنغلاديش · الهند · أستراليا |

* = عوض سريلانكا

## معايير كسر التعادل
إذا كان فريقين أو أكثر متعادلين في النقاط عند الانتهاء من مباريات المجموعة، يتوجب تحديد مراكزهم كما يلي:
1. أكبر عدد من النقاط التي تم جمعها في مباريات المجموعة بين الفرق المعنية.
2. فارق الأهداف الناتج عن مباريات المجموعة بين الفرق المعنية.
3. أكبر عدد من الأهداف المسجلة في مباريات المجموعة بين الفرق المعنية (لا تطبق قاعدة الأهداف خارج الديار في هذه المرحلة من المنافسة).
4. فارق الأهداف في جميع مباريات المجموعة.
5. ركلات من منطقة الجزاء إذا كان المتعادلين فريقين فقط وكانا موجودان على أرضية الملعب.
6. إجراء قرعة.

## مرحلة المجموعات
- أعيد إدراج باكستان ضمن المرحلة النهائية بعد انسحاب سريلانكا في اللحظات الأخيرة.

تم تقسيم 24 فريقاً إلى ست مجموعات مكونة من أربعة فرق، وكان اللعب على أساس الذهاب والإياب. وحجز الفريقين الأفضل من كل مجموعة مقاعدهم في النهائيات. بدأت المباريات يوم 22 فبراير 2006 واختتمت يوم 15 نوفمبر 2006.
- في 1 أغسطس 2006 اجبر لبنان على الانسحاب من المنافسات بعد أن لعب مباراة واحدة، بسبب الحرب مع إسرائيل.[1]

### المجموعة أ
| فريق     | لعب | ف | ت | خ | له | عليه | ف.أ | نقاط |
| -------- | --- | - | - | - | -- | ---- | --- | ---- |
| اليابان  | 6   | 5 | 0 | 1 | 15 | 2    | +13 | 15   |
| السعودية | 6   | 5 | 0 | 1 | 21 | 4    | +17 | 15   |
| اليمن    | 6   | 2 | 0 | 4 | 5  | 13   | −8  | 6    |
| الهند    | 6   | 0 | 0 | 6 | 2  | 24   | −22 | 0    |

ملاحظة: اليابان متقدمة على السعودية نظراً لنتائج المواجهات المباشرة بينهما (اليابان 3–2 السعودية).
| اليابان                                                                                             | 6–0     | الهند |
| --------------------------------------------------------------------------------------------------- | ------- | ----- |
| شينجي أونو 32' · سيتشيرو ماكي 58' · تاكاشي فوكونيشي 68' · تاتسوهيكو كوبو 78'، 90' · هيساتو ساتو 82' | (تقرير) |       |

| اليمن | 0–4     | السعودية                                        |
| ----- | ------- | ----------------------------------------------- |
|       | (تقرير) | أحمد الصويلح 14'، 89' · محمد الشلهوب 77'، 90+2' |

| الهند | 0–3     | اليمن                                                             |
| ----- | ------- | ----------------------------------------------------------------- |
|       | (تقرير) | سالم سعيد عبد الله 6' · فكري الحبيشي 43' · علي النونو 56' (ركلة.) |

| الهند | 0–3     | السعودية                   |
| ----- | ------- | -------------------------- |
|       | (تقرير) | ياسر القحطاني 2'، 19'، 50' |

| اليابان                          | 2–0     | اليمن |
| -------------------------------- | ------- | ----- |
| يوكي أبي 70' · هيساتو ساتو 90+1' | (تقرير) |       |

| السعودية      | 1–0     | اليابان |
| ------------- | ------- | ------- |
| صالح بشير 73' | (تقرير) |         |

| السعودية                                                                                                  | 7–1     | الهند                         |
| --- | ------- | ----------------------------- |
| صالح بشير 30'، 46' · عيسى المحياني 33' · محمد أمين الغامدي 57' · بدر الحقباني 61' · أحمد الصويلح 78'، 86' | (تقرير) | نانجانغود شيفانانجو مانجو 22' |

| اليمن | 0–1     | اليابان           |
| ----- | ------- | ----------------- |
|       | (تقرير) | كازوكي غاناها 90' |

| الهند | 0–3     | اليابان                                   |
| ----- | ------- | ----------------------------------------- |
|       | (تقرير) | ريوجي باندو 23'، 44' · كينغو ناكامورا 83' |

| السعودية                                                                              | 5–0     | اليمن |
| ------------------------------------------------------------------------------------- | ------- | ----- |
| صالح بشير 22' · محمد أمين الغامدي 27' · حسن معاذ فلاته 65' · عيسى المحياني 68'، 90+2' | (تقرير) |       |

| اليابان                                          | 3–1     | السعودية                  |
| ------------------------------------------------ | ------- | ------------------------- |
| ماركوس توليو تاناكا 20' · كازوكي غاناها 29'، 49' | (تقرير) | ياسر القحطاني 33' (ركلة.) |

| اليمن                             | 2–1     | الهند               |
| --------------------------------- | ------- | ------------------- |
| نشوان الهجام 60' · علي النونو 82' | (تقرير) | باباتشين براديب 52' |

### المجموعة ب
| فريق           | لعب | ف | ت | خ | له | عليه | ف.أ | نقاط |
| -------------- | --- | - | - | - | -- | ---- | --- | ---- |
| إيران          | 6   | 4 | 2 | 0 | 12 | 2    | +10 | 14   |
| كوريا الجنوبية | 6   | 3 | 2 | 1 | 15 | 5    | +10 | 11   |
| سوريا          | 6   | 2 | 2 | 2 | 10 | 6    | +4  | 8    |
| تايبيه الصينية | 6   | 0 | 0 | 6 | 0  | 24   | −24 | 0    |

| إيران                                                          | 4–0     | تايبيه الصينية |
| -------------------------------------------------------------- | ------- | -------------- |
| أندرانيك تيموريان 35' · مهرزاد معدنتشي 47'، 60' · علي دائي 82' | (تقرير) |                |

| سوريا           | 1–2     | كوريا الجنوبية                  |
| --------------- | ------- | ------------------------------- |
| فراس الخطيب 49' | (تقرير) | كيم دو-هيون 5' · لي تشون-سو 50' |

| تايبيه الصينية | 0–4     | سوريا                                                  |
| -------------- | ------- | ------------------------------------------------------ |
|                | (تقرير) | زياد شعبو 29'، 58' · جهاد الحسين 45' · فراس الخطيب 64' |

| تايبيه الصينية | 0–3     | كوريا الجنوبية                                        |
| -------------- | ------- | ----------------------------------------------------- |
|                | (تقرير) | آهن جونغ-هوان 31' · جونغ جو-غوك 53' · كيم دو-هيون 80' |

| إيران           | 1–1     | سوريا         |
| --------------- | ------- | ------------- |
| جواد نكونام 71' | (تقرير) | زياد شعبو 88' |

| كوريا الجنوبية   | 1–1     | إيران            |
| ---------------- | ------- | ---------------- |
| سيول كي-هيون 45' | (تقرير) | وحيد هاشميان 90' |

| كوريا الجنوبية                                                                           | 8–0     | تايبيه الصينية |
| ---------------------------------------------------------------------------------------- | ------- | -------------- |
| سيول كي-هيون 3'، 52' · جونغ جو-غوك 4'، 45'، 88' · تشو جاي-جين 19'، 82' · كيم دو-هيون 77' | (تقرير) |                |

| سوريا | 0–2     | إيران                            |
| ----- | ------- | -------------------------------- |
|       | (تقرير) | محمد نصرتي 20' · جواد نكونام 56' |

| تايبيه الصينية | 0–2     | إيران              |
| -------------- | ------- | ------------------ |
|                | (تقرير) | علي كريمي 10'، 56' |

| كوريا الجنوبية | 1–1     | سوريا          |
| -------------- | ------- | -------------- |
| تشو جاي-جين 9' | (تقرير) | ماهر السيد 18' |

| إيران                             | 2–0     | كوريا الجنوبية |
| --------------------------------- | ------- | -------------- |
| رضا عنايتي 48' · حسين بادامكي 90' | (تقرير) |                |

| سوريا                                | 3–0     | تايبيه الصينية |
| ------------------------------------ | ------- | -------------- |
| طارق جبان 51' · فراس الخطيب 62'، 79' | (تقرير) |                |

### المجموعة ج
| فريق                     | لعب | ف | ت | خ | له | عليه | ف.أ | نقاط |
| ------------------------ | --- | - | - | - | -- | ---- | --- | ---- |
| الإمارات العربية المتحدة | 6   | 4 | 1 | 1 | 11 | 6    | +5  | 13   |
| عمان                     | 6   | 4 | 0 | 2 | 14 | 6    | +8  | 12   |
| الأردن                   | 6   | 3 | 1 | 2 | 10 | 5    | +5  | 10   |
| باكستان                  | 6   | 0 | 0 | 6 | 4  | 22   | −18 | 0    |

| الأردن                                                      | 3–0     | باكستان |
| ----------------------------------------------------------- | ------- | ------- |
| حاتم عقل 30' (ركلة.) · محمود شلباية 38' · بدران الشقران 41' | (تقرير) |         |

| الإمارات العربية المتحدة | 1–0     | عمان |
| ------------------------ | ------- | ---- |
| إسماعيل مطر 15'          | (تقرير) |      |

| عمان                                             | 3–0     | الأردن |
| ------------------------------------------------ | ------- | ------ |
| هاشم صالح 7' · إسماعيل العجمي 18' · حسن زاهر 54' | (تقرير) |        |

| باكستان       | 1–4     | الإمارات العربية المتحدة                                        |
| ------------- | ------- | --------------------------------------------------------------- |
| محمد عيسى 60' | (تقرير) | محمد قاسم 68' · إسماعيل مطر 78' · سالم سعد 81' · سعيد الكاس 88' |

| باكستان               | 1–4     | عمان                                                                 |
| --------------------- | ------- | -------------------------------------------------------------------- |
| محمد عيسى 79' (ركلة.) | (تقرير) | بدر الميمني 15' (ركلة.)، 35' · عماد الحوسني 27' · إسماعيل العجمي 90' |

| الأردن       | 1–2     | الإمارات العربية المتحدة     |
| ------------ | ------- | ---------------------------- |
| رأفت علي 88' | (تقرير) | محمد عمر 52' · سبيت خاطر 67' |

| الإمارات العربية المتحدة | 0–0     | الأردن |
| ------------------------ | ------- | ------ |
|                          | (تقرير) |        |

| عمان                                                                         | 5–0     | باكستان |
| ---------------------------------------------------------------------------- | ------- | ------- |
| عماد الحوسني 7' · فوزي بشير 35'، 85' · إسماعيل العجمي 45' · سلطان الطوقي 88' | (تقرير) |         |

| باكستان | 0–3     | الأردن                                                |
| ------- | ------- | ----------------------------------------------------- |
|         | (تقرير) | عبد الهادي المحارمة 16' · رأفت علي 37' · خالد سعد 85' |

| عمان                              | 2–1     | الإمارات العربية المتحدة |
| --------------------------------- | ------- | ------------------------ |
| حسن مظفر 24' · إسماعيل العجمي 28' | (تقرير) | محمد عمر 57'             |

| الأردن                                        | 3–0     | عمان |
| --------------------------------------------- | ------- | ---- |
| عامر ذيب 80' · رأفت علي 84' · حسونة الشيخ 90' | (تقرير) |      |

| الإمارات العربية المتحدة               | 3–2     | باكستان                        |
| -------------------------------------- | ------- | ------------------------------ |
| علي عباس ياسين 54' · محمد عمر 58'، 73' | (تقرير) | نويد أكرم 23' · تنوير أحمد 67' |

### المجموعة د
| فريق     | لعب   | ف     | ت     | خ     | له    | عليه  | ف.أ   | نقاط  |
| -------- | ----- | ----- | ----- | ----- | ----- | ----- | ----- | ----- |
| أستراليا | 4     | 3     | 0     | 1     | 7     | 3     | +4    | 9     |
| البحرين  | 4     | 1     | 1     | 2     | 3     | 6     | −3    | 4     |
| الكويت   | 4     | 1     | 1     | 2     | 3     | 4     | −1    | 4     |
| لبنان    | انسحب | انسحب | انسحب | انسحب | انسحب | انسحب | انسحب | انسحب |

ملاحظة: البحرين متقدمة على الكويت نظراً لنتائج المواجهات المباشرة بينهما (البحرين 2–1 الكويت).
| البحرين      | 1–3     | أستراليا                                                     |
| ------------ | ------- | ------------------------------------------------------------ |
| حسين علي 35' | (تقرير) | أرتشي تومبسون 53' · جوسيب سكوكو 79' · أحمد الريش 87' (ركلة.) |

| لبنان              | 1–1 باطلة1 | الكويت        |
| ------------------ | ---------- | ------------- |
| علي ناصر الدين 70' | (تقرير)    | فهد الفهد 25' |

| الكويت | 0–0     | البحرين |
| ------ | ------- | ------- |
|        | (تقرير) |         |

| أستراليا                           | 2–0     | الكويت |
| ---------------------------------- | ------- | ------ |
| ترافيس دود 75' · ساشو بتروفسكي 86' | (تقرير) |        |

| الكويت                            | 2–0     | أستراليا |
| --------------------------------- | ------- | -------- |
| نواف المطيري 56' · بدر المطوع 59' | (تقرير) |          |

| أستراليا                          | 2–0     | البحرين |
| --------------------------------- | ------- | ------- |
| جون ألويسي 17' · مارك برشيانو 24' | (تقرير) |         |

| البحرين                                | 2–1     | الكويت       |
| -------------------------------------- | ------- | ------------ |
| طلال يوسف 35' (ركلة.) · سلمان عيسى 43' | (تقرير) | فرج لهيب 70' |

1 أعلن يوم 1 أغسطس 2006 عن قبول الاتحاد الآسيوي لكرة القدم طلب الانسحاب الذي قدمه الاتحاد اللبناني لكرة القدم بسبب حرب لبنان 2006.

اعتبرت نتيجة مباراة لبنان والكويت يوم 22 فبراير 2006 لاغية وباطلة ولم تحتسب في ترتيب المجموعة.
كما تم إلغاء مباريات لبنان التالية أيضاً:
- ضد البحرين يوم 16 أغسطس 2006
- ضد أستراليا يوم 31 أغسطس 2006
- ضد البحرين يوم 6 سبتمبر 2006
- ضد الكويت يوم 11 أكتوبر 2006
- ضد أستراليا يوم 15 نوفمبر 2006

### المجموعة ر
| فريق     | لعب | ف | ت | خ | له | عليه | ف.أ | نقاط |
| -------- | --- | - | - | - | -- | ---- | --- | ---- |
| العراق   | 6   | 3 | 2 | 1 | 12 | 8    | +4  | 11   |
| الصين    | 6   | 3 | 2 | 1 | 7  | 3    | +4  | 11   |
| سنغافورة | 5   | 1 | 1 | 3 | 4  | 6    | −2  | 4    |
| فلسطين   | 5   | 1 | 1 | 3 | 3  | 9    | −6  | 4    |

ملاحظة: العراق متقدمة على الصين نظراً لنتائج المواجهات المباشرة بينهما (العراق 3–2 الصين).
| الصين                      | 2–0     | فلسطين |
| -------------------------- | ------- | ------ |
| دوي وي 23' · لي ويفينغ 62' | (تقرير) |        |

| سنغافورة                          | 2–0     | العراق |
| --------------------------------- | ------- | ------ |
| خايرول أمري 24' · نوح علم شاه 83' | (تقرير) |        |

| فلسطين         | 1–0     | سنغافورة |
| -------------- | ------- | -------- |
| فهد العتال 75' | (تقرير) |          |

| العراق                            | 2–1     | الصين      |
| --------------------------------- | ------- | ---------- |
| مهدي كريم 16' · هوار ملا محمد 67' | (تقرير) | تاو وي 54' |

| الصين                  | 1–0     | سنغافورة |
| ---------------------- | ------- | -------- |
| شاو جياي 90+5' (ركلة.) | (تقرير) |          |

| فلسطين | 0–3     | العراق                              |
| ------ | ------- | ----------------------------------- |
|        | (تقرير) | يونس محمود 59'، 62' · محمد ناصر 90' |

| سنغافورة | 0–0     | الصين |
| -------- | ------- | ----- |
|          | (تقرير) |       |

| العراق                            | 2–2     | فلسطين                              |
| --------------------------------- | ------- | ----------------------------------- |
| صالح سدير 70' · هوار ملا محمد 75' | (تقرير) | تيسير عامر 13' · إسماعيل العمور 78' |

| العراق                                                    | 4–2     | سنغافورة                             |
| --------------------------------------------------------- | ------- | ------------------------------------ |
| يونس محمود 35'، 68' · مهدي كريم 60' · هوار ملا محمد 90+3' | (تقرير) | إغمار غونسالفيس 9' · خايرول أمري 62' |

| فلسطين | 0–2     | الصين                             |
| ------ | ------- | --------------------------------- |
|        | (تقرير) | ماو جيانتشينغ 27' · سون شيانغ 65' |

| الصين        | 1–1     | العراق              |
| ------------ | ------- | ------------------- |
| هان بينغ 40' | (تقرير) | أحمد صلاح علوان 65' |

| سنغافورة | ألغيت   | فلسطين |
| -------- | ------- | ------ |
|          | (تقرير) |        |

### المجموعة س
| فريق      | لعب | ف | ت | خ | له | عليه | ف.أ | نقاط |
| --------- | --- | - | - | - | -- | ---- | --- | ---- |
| قطر       | 6   | 5 | 0 | 1 | 14 | 4    | +10 | 15   |
| أوزبكستان | 6   | 3 | 2 | 1 | 14 | 4    | +10 | 11   |
| هونغ كونغ | 6   | 2 | 2 | 2 | 5  | 7    | −2  | 8    |
| بنغلاديش  | 6   | 0 | 0 | 6 | 1  | 19   | −18 | 0    |

| أوزبكستان                                                            | 5–0     | بنغلاديش |
| -------------------------------------------------------------------- | ------- | -------- |
| ألكساندر غينريخ 10'، 52' · سرفر جباروف 24' · ماكسيم شاتسكيخ 34'، 84' | (تقرير) |          |

| هونغ كونغ | 0–3     | قطر                                            |
| --------- | ------- | ---------------------------------------------- |
|           | (تقرير) | حسين ياسر 11' · سيد بشير 44' · ماجد محمد 90+5' |

| بنغلاديش | 0–1     | هونغ كونغ       |
| -------- | ------- | --------------- |
|          | (تقرير) | تشان سيو كي 82' |

| قطر                          | 2–1     | أوزبكستان            |
| ---------------------------- | ------- | -------------------- |
| عادل لامي 45' · علي ناصر 49' | (تقرير) | بلال محمد 20' (ه.ذ.) |

| بنغلاديش       | 1–4     | قطر                                                          |
| -------------- | ------- | ------------------------------------------------------------ |
| محمد أرمان 23' | (تقرير) | وسام رزق 7' (ركلة.) · عادل لامي 36' · خلفان إبراهيم 38'، 74' |

| أوزبكستان                                | 2–2     | هونغ كونغ               |
| ---------------------------------------- | ------- | ----------------------- |
| أنفارجون سولييف 18' · ماكسيم شاتسكيخ 35' | (تقرير) | شام كووك كيونغ 66'، 87' |

| هونغ كونغ | 0–0     | أوزبكستان |
| --------- | ------- | --------- |
|           | (تقرير) |           |

| قطر                                            | 3–0     | بنغلاديش |
| ---------------------------------------------- | ------- | -------- |
| حسين ياسر 25' · عادل لامي 30' · سعد الشمري 52' | (تقرير) |          |

| بنغلاديش | 0–4     | أوزبكستان                                                                                |
| -------- | ------- | ---------------------------------------------------------------------------------------- |
|          | (تقرير) | إلياس زيتولايف 11' · أولوغبيك باكاييف 18' · سرفر جباروف 22' · ماكسيم شاتسكيخ 39' (ركلة.) |

| قطر                           | 2–0     | هونغ كونغ |
| ----------------------------- | ------- | --------- |
| بلال محمد 43' · حسين ياسر 53' | (تقرير) |           |

| هونغ كونغ                         | 2–0     | بنغلاديش |
| --------------------------------- | ------- | -------- |
| غيرارد أمباسا غي 43'، 74' (ركلة.) | (تقرير) |          |

| أوزبكستان                               | 2–0     | قطر |
| --------------------------------------- | ------- | --- |
| ليونيد كوشيليف 31' · إلياس زيتولايف 52' | (تقرير) |     |

## روابط خارجية
- نتائج المرحلة النهائية نسخة محفوظة 4 فبراير 2007 على موقع واي باك مشين.
- تفاصيل RSSSF